# Stralsunder Straßennamen/C
Dies ist ein Verzeichnis der Straßennamen der Hansestadt Stralsund.
Das Verzeichnis nennt den Namen der Straße und (in Klammern) den Ortsteil. Dazu wird eine Erläuterung (Jahr der Benennung, Grund) zum Straßennamen gegeben. Wegen der großen Anzahl an Straßen wurde das Verzeichnis nach den Anfangsbuchstaben der Straßennamen aufgeteilt. Unter "Allgemeines" finden Sie die Einleitung und Erläuterungen zu den Straßennamen allgemein.
Beispiel: Den Amanda-Weber-Ring finden Sie unter A.
- Camminer Straße (Grünhufe / Grünthal-Viermorgen)

Benannt nach der Stadt Cammin. Das Wohnviertel erhielt nach der politischen und ökonomischen Wende in der DDR überwiegend Namen von Städten, mit denen Stralsund zur Zeit der Hanse eng verbunden war.
- Carl-Erich-Colberg-Weg (Knieper / Knieper Nord)

Benannt nach dem Pädagogen und Schriftsteller Carl Erich Colberg (1901 – unbek.). Er war Lehrer in Anklam und Stettin und schrieb Jugendliteratur, Märchen und Volksspiele. Ein direkter Bezug zu Stralsund besteht nicht.
- Carl-F.-Goerdeler-Straße (Grünhufe / Grünthal-Viermorgen)

Benannt nach dem deutschen Politiker Carl Friedrich Goerdeler. Ein Bezug zu Stralsund besteht allerdings nicht. Die Straße war zunächst nach Kurt Bürger benannt (siehe Kurt-Bürger-Straße).
- Carl-Heydemann-Ring (Tribseer / Tribseer Vorstadt bzw. Tribseer / Tribseer Siedlung)

Der heutige Carl-Heydemann-Ring entstand in den 1930er Jahren. Er ist nach dem letzten bürgerlichen Stralsunder Oberbürgermeister benannt, der dieses Amt vom 22. Mai 1924 bis zum 20. Mai 1936 ausübte. Er war Mitglied der DNVP. Der Teil zwischen der heutigen Friedrich-Engels-Straße und der Karl-Krull-Straße hieß zuvor Mönchenhof und war nach dem Brigittenkloster Mariakron benannt (siehe auch Jungfernstieg). Zwischen Tribseer Damm und Alte Richtenberger Straße hieß die Straße An der Schleusenbrücke. 1938 wurde die gesamte Straße zwischen Teichstraße (heute Friedrich-Engels-Straße) und Damaschkeweg in Horst-Wessel-Straße benannt. Kurz nach Beendigung des Zweiten Weltkrieges wurde die Straße in Carl-Heydemann-Ring umbenannt. Zwischen 1969 und 1990 hieß die Straße Wilhelm-Pieck-Allee, dann wurde sie wieder Heydemann gewidmet.
- Carl-Loewe-Ring (Knieper / Knieper West)

Benannt nach dem deutschen Komponisten Carl Loewe. Ein Bezug zu Stralsund besteht nicht.
- Carl-Ludwig-Schleich-Straße (Knieper / Kniepervorstadt)

Benannt nach dem deutschen Arzt und Schriftsteller Carl Ludwig Schleich (1859–1922), der am Stralsunder Katharinen-Gymnasium sein Abitur ablegte. Carl Ludwig Schleich ist der Erfinder der Infiltrationsanästhesie.
- Carl-von-Essen-Straße	(Knieper / Kniepervorstadt)

Die Carl-von-Essen-Straße wurde 1928 angelegt. Allerdings blieb der ungepflasterte Weg, an dessen Stelle der Feuergraben zugeschüttet worden war, zuerst unbenannt. 1929 wurde die Straße Krauthofstraße benannt. Namensgeber war Dr. Christof Krauthof, der ab 1628 Bürgermeister in Stralsund gewesen ist. 1934 wurde die Straße gepflastert, am 2. Juli 1938 wurde sie umbenannt in Carl-von Essen-Straße. Namensgeber hierfür war der am 14. Juni 1868 in Stockholm geborene Carl von Essen, der große Verdienste um die Beziehungen zwischen Schweden und Stralsund hatte und entscheidend mit zur Errichtung eines Vorläufers des Kulturhistorischen Museums beitrug. Essen, der ein Anhänger Nazi-Deutschlands war, wurde am 24. Juli 1928 zum Ehrenbürger Stralsunds ernannt.
- Caspar-David-Friedrich-Weg (Knieper / Kniepervorstadt)

Benannt nach dem deutschen Maler Caspar David Friedrich, der aus Greifswald stammt.
- Christianstraße (Franken / Frankensiedlung)

Benannt nach dem Namen zahlreicher dänischer Könige. Diese spielten in der Geschichte Stralsunds von Beginn an immer eine bedeutende Rolle, da Stralsund lange Zeit zu ihrem Machtgebiet bzw. Interessengebiet gehörte.